# Basiothia nigrita
Basiothia nigrita är en fjärilsart som beskrevs av Clark 1920. Basiothia nigrita ingår i släktet Basiothia och familjen svärmare. Inga underarter finns listade i Catalogue of Life.